# دستک

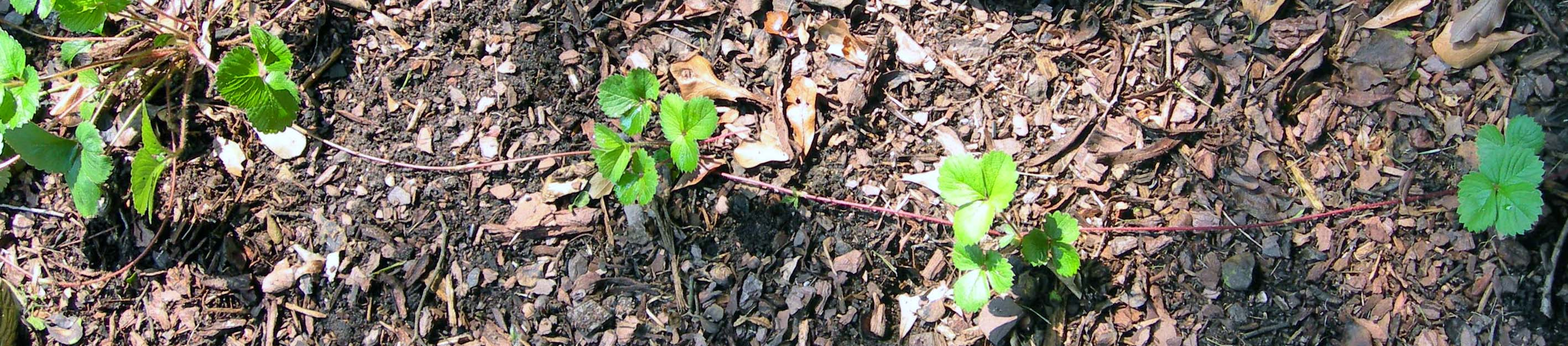
رویش گونه‌ای از توت فرنگی در امتداد دستک‌ها.

در برخی گیاهان، دَستَک (انگلیسی: Stolon) یا ساقهٔ رونده (انگلیسی: Runner) ساقه تغییر شکل یافته‌ای است که به صورت افقی رو یا زیر زمین حرکت می‌کند.
دستک‌ها به صورت ساقه‌های خزنده یا پهن‌شونده بر روی زمین رشد می‌کنند. دستک می‌تواند به عنوان یک ساقه خوابانده ریشه‌دارشده طبیعی به‌شمار آید و از گیاه جدا گردد و در محل دیگری کشت شود.
ساقه رونده عبارت است از ساقه نرم و باریکی که از پیوندگاه برگ در روی طوقهٔ گیاه مادری پدید می‌آید و به صورت افقی بر روی سطح زمین رشد می‌کند. ساقه رونده در محل گره‌ها، گیاهان جدیدی تولید می‌کنند که می‌توانند جداشده و به‌طور مستقل پرورش یابند.
نمونه‌هایی از گیاهان دستک‌دار:
توت فرنگی، گندمی، خاراشکن، چایر، نعنا، لبدیسی، سنبله‌ای هستند.
در توت فرنگی دستک‌ها در روزهای بلند و نیز در در دمای زیاد میانه تابستان تولید می‌شوند.
در سیب زمینی نیز ساقه‌هایی که که در امر غده‌سازی دخالت دارند ساقه‌های زیرزمینی دستک‌نما نامیده می‌شوند.